# پایه فیلم

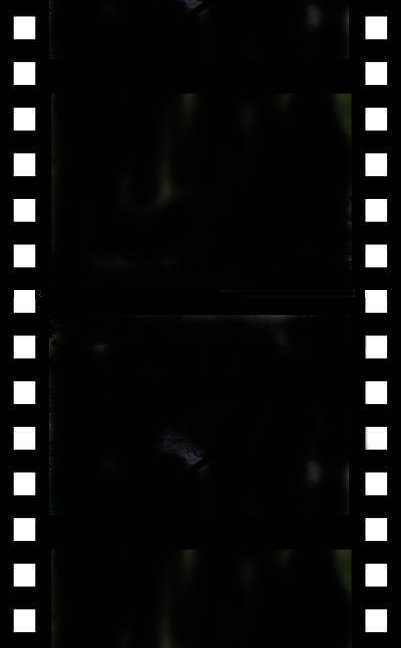
پایه فیلم

پایه فیلم (به انگلیسی: Film base) یک بستر شفاف است که به عنوان در بر‌گیرنده و نگهدارنده امولسیون عمل می‌کند. با وجود لایه‌های متعدد امولسیون و پوشش ژلاتین، پایه فیلم قسمت اعظم ضخامت یک فیلم را تشکیل می‌دهد.
شیشه از اولین موادی بود که در سال ۱۸۴۶ به عنوان حامل، به ژلاتینو نقره برمید آغشته گردید.

## انواع پایه فیلم

### از نظر مواد مورد استفاده
از نظر تکامل در صنعت فیلم‌سازی، از سه نوع عمده پایه فیلم استفاده شده‌است:
1. نیتروسلولز (نیترات سلولز)، که ماده‌ای است شدیداً آتش‌گیر و فعلاً از آن استفاده نمی‌شود. در قدیم برای پایه فیلم تخت مورد استفاده قرار می‌گرفت.[۳]
2. استات سلولز، (سلولز تری‌استات)،[۴] سلولز دی‌استات (در تهیه فیلم نواری استفاده می‌شد که ضخامت کمتری نسبت به نیتروسلولز دارد)،[۵] سلولز استات پروپیونات، سلولز استات بوتیرات)،
3. پلی استر (پلی اتیلن ترفتالات (PET) (با نام تجارتی ESTAR که کارخانه کداک بر روی آن گذاشته‌است).

### از نظر رنگ
در فیلم‌های عکاسی از انواع رنگی پایه فیلم بسته به نوع آن استفاده می‌شود.
در فیلمی که برای نور روز بالانس شده‌است پایه فیلم نارنجی است.
در فیلم‌های نور شب پایه فیلم رنگ آبی دارد 
و در فیلم‌های اسلاید پایه فیلم شفاف و شیشه‌ای است.

## هاله
دو نوع هاله مؤثر در فیلم عکاسی وجود دارد که تأثیر منفی بر روی نتیجه عکس‌برداری می‌گذارند.
1. هاله تشعشعی.
2. هاله بازتابی.

معمولاً برای جلوگیری از تأثیر منفی این هاله‌ها سطوح حساس عکاسی را به مواد ضد هاله آغشته می‌کنند.
آنچه در بحث از پایه فیلم مورد توجه است، هاله بازتابی است که در نتیجه عبور نور و شکست آن در ضخامت پایه به وجود می‌آید. این هاله در بخش‌هایی از نگاتیو که نور بیشتری دریافت کرده‌اند به چشم می‌خورد و باعث از بین رفتن جزئیات تصویر می‌شود.
اگر زاویه شکست نور کمتر از ۴۱ درجه باشد، نور شکست پیدا کرده و از فیلم خارج می‌شود و لی اگر زاویه بیش از ۴۱ باشد از دیوپتر خارج نشده و از سمت زیرین فیلم بازتاب یافته و نقاط همجوار را تحت تأثیر قرار می‌دهد.
روزالیک اسید ماده‌ای است که به عنوان ضد هاله در زیر امولسیون و روی پایه فیلم مالیده می‌شود. این ماده رنگی تیره به فیلم می‌دهد، ولی در جریان ظهور توسط ماده قلیایی ظهور حل شده و از محیط خارج می‌شود.